# 略夫雷加特河畔托雷列斯
略夫雷加特河畔托雷列斯（西班牙語：Torrellas de Llobregat），是西班牙加泰罗尼亚巴塞罗那省的一个市镇。总面积14平方公里，总人口3759人（2001年），人口密度269人/平方公里。